# Pénznemek listája
A pénznem adott állam vagy régió törvényes fizetési eszköze, a pénz egyik formája. A pénznem megállapítása és a pénzkibocsátás mindenhol állami monopólium. A hárombetűs kódokat az ISO 4217 szabvány tartalmazza. Minden országról szóló szócikkben megadjuk az ott érvényes pénznemet is.

## Történelmi pénznemek

### Ázsia
- mithqál (Perzsia)
- tael (Kína)

### Észak-Amerika
- Continental Currency (Colonial America)
- kereskedelmi dollár

### Európa

#### Ókori Görögország
- drachma

#### Római Birodalom
- denarius
- antoninianus
- sestertius
- dupondius
- as

#### Későbbi pénznemek
- angol shilling
- écu (Franciaország)
- garas (Európa)
- livre (Franciaország)
- sou (Franciaország)
- spanyol peso
- tallér (Európa)
- szovjet rubel
- jugoszláv dinár

#### Euró előtti pénznemek
- drachma – Görögország
- escudo – Portugália
- font (pound, punt) – Írország
- forint (gulden) – Hollandia
- frank – Franciaország, Andorra, Monaco, Francia Guyana, Guadeloupe, Martinique, Réunion, Saint-Pierre és Miquelon, Mayotte
- frank – Belgium, Luxemburg
- frank – Luxemburg
- líra – Olaszország, San Marino, Vatikán
- márka – Németország
- márka (markka) – Finnország
- peseta – Andorra és Spanyolország
- schilling – Ausztria
- tolár – Szlovénia
- font (pound, lira, lirasi) – Ciprus
- Máltai font – Málta
- korona (kroon) – Észtország
- korona (koruna) – Szlovákia
- lat (lats) – Lettország
- litas (litas) – Litvánia
- kuna (kuna) – Horvátország

## Csak elszámolásra használt pénznemek
- európai valutaegység
- általános pénznemjel
- fiktív pénznemek
- álpénznem

## Jövőbeli pénznemek
- Halídzsi: 2013-ra tervezték, de elhalasztották a bevezetését
- Karibi forint: 2012-re tervezték, de elhalasztották a bevezetését
- Nyugat-afrikai eco: 2020-ban tervezték bevezetni az ECOWAS országokban de elhalasztották